# Senran Kagura
Senran Kagura (閃乱カグラ) es una serie de videojuegos creada por Kenichiro Takaki, desarrollados por Tamsoft Corporation, Honey Parade Games y producidos por Marvelous. La franquicia gira en torno a grupos de ninjas femeninas y la eterna lucha entre el bien y el mal. Ha recibido varias adaptaciones al manga y 2 series de anime.
Para agosto de 2017, las ventas de todos los títulos de la serie Senran Kagura (incluyendo los Spin-off) cuenta con más de 1.65 millones de copias alrededor del mundo.

## Videojuegos

### Senran Kagura: Shōjo-tachi no Shinei y Senran Kagura Burst
El primer juego de la serie, Senran Kagura: Shōjo-tachi no Shin'ei (閃乱カグラ -少女達の真影-, Senran Kagura: Skirting Shadows), es un juego de acción de desplazamiento lateral con 5 chicas ninja jugables (siendo las estudiantes de la Academia Hanzo) que fue lanzado solo en Japón para la Nintendo 3DS el 22 de septiembre de 2011. 
Posteriormente, salió su secuela, Senran Kagura Burst (閃乱カグラ Burst), que básicamente se trata del juego original, pero añadiendo un arco extra, (enfocada en las chicas de la Academia Hebijo) y expandiendo el plantel de personajes hasta 12 chicas jugables. Salió a la venta en Japón para Nintendo 3DS el 30 de agosto de 2012 y posteriormente se lanzó únicamente en formato digital para la Nintendo eShop el 10 de enero de 2013.

### Senran Kagura: New Wave
Senran Kagura: New Wave fue un juego de batalla de cartas de uno contra uno, lanzado en noviembre de 2012 y disponible en dispositivos Android e iOS en Japón. En este título fue donde se incluyó a más de 40 chicas como Ayame, Souji, Basho, etc. Así como también chicas provenientes de diferentes academias o escuadrones. 
En enero del 2014, el juego recibió una gran actualización bajo el nombre de "Senran Kagura: New Wave G Burst", con la inclusión de 2 nuevos equipos "Comité de Estrellas del Zodicaco" y el Escuadrón Ninja Tengu Touno" con Leo y Yuyaki como sus respectivas líderes. La popularidad del juego fue tal que tuvo colaboraciones con la serie Ikkitousen y High School DxD.
Posteriormente fue descontinuada en octubre de 2020.

### Senran Kagura: Shinovi Versus
Senran Kagura: Shinovi Versus: Shojo-tachi no Shomei (閃乱カグラ SHINOVI VERSUS -少女達の証明-) es la secuela de Senran Kagura Burst. Shinovi Versus logra expandir el plantel de personajes, incluyendo un total de 22 chicas jugables con la inclusión de la Academia Gessen (liderda por Yumi) y con nuevas miembros pertenecientes a la Academia Hebijo (liderada por Miyabi).
El modo de juego con desplazamiento lateral de las primeras versiones para Nintendo 3DS, se renueva por la acción en tercera persona en 3D en este juego. También cuenta con 4 historias diferentes, según la ruta a escoger basándose en las Academias. El juego fue publicado en Japón para PlayStation Vita el 28 de febrero de 2013, en Norteamérica el 14 de octubre de 2014, y en Europa el 15 de octubre de 2014.
Más tarde, el juego fue lanzado de forma mundial para Microsoft Windows, (vía Steam) el 1 de junio de 2016.

### Senran Kagura: Bon Appétit!
Senran Kagura Bon Appétit! es un juego rítmico de cocina disponible para PlayStation Vita, en el cual la meta es ganar una competición de cocina. El juego fue publicado en la PlayStation Store el 11 de noviembre de 2014 para Norteamérica, y el 12 de noviembre de 2014 para Europa.
En el juego, el Maestro Hanzo convence a todas las guerreras shinobi de Senran Kagura a cocinar para el, participando en una competición de comida, con el primer premio siendo un Pergamino de Arte Ninja Secreto, el cual cada una desea.
Una versión mejorada para Microsoft Windows (vía Steam) bajo el nombre de "Senran Kagura: ¡Bon Appétit! - Full Course" fue lanzada de forma mundial el 10 de noviembre de 2016.

### Senran Kagura 2: Deep Crimson
Senran Kagura 2: Deep Crimson es un juego de acción 2.5D side scrolling y la última entrega de la serie principal para la familia de consolas Nintendo 3DS, manteniendo algunas características que su antecesora Senran Kagura Burst, pero con mecánicas nuevas y mejoradas. Deep Crimson fue publicado en Japón el 7 de agosto de 2014. El juego fue publicado en Norteamérica, Europa, y Australia vía digital y copias físicas limitadas desde agosto hasta septiembre de 2015.

#### Desarrollo
Se trata de la secuela mejorada de la original, por mejorar aun más la física de los pechos y la destrucción de la ropa, introduciendo a Murasame como el primer personaje masculino jugable (hermanastro de Ikaruga), y con la novedad de introducir las batallas dobles, logrando efectuar técnicas especiales entre 2 personajes al mismo tiempo, siempre y cuando, su grado de amistas sea tan alta.
En esta entrega, si bien el plantel de personajes es totalmente reducida a comparación de Shinovi Versus (con un total de 12 chicas + Murasame), sigue manteniendo el mismo plantel que su antecesora, debido a que se trata de una secuela directa de Burst, justamente comenzando en la parte final del juego. En esta entrega, Kagura hace su debut como la villana principal de este juego, en compañía de su guardaespaldas, Naraku.

### Senran Kagura: Estival Versus
Senran Kagura: Estival Versus es un videojuego de acción  en 3D, desarrollado por Tamsoft y publicado por Xseed Games, publicado para PlayStation 4 y PlayStation Vita el 26 de marzo de 2015 en Japón, en Norteamérica el 15 de marzo de 2016 y en Europa el 18 de marzo de 2016. La versión de Steam fue publicada el 17 de marzo de 2017. Es la primera entrega de la serie Senran Kagura en aparecer para PlayStation 4 y la última en aparecer para PlayStation Vita. 
Estival Versus es el quinto juego de la serie principal de Senran Kagura (sin contar New Wave y Bon Appetit!), siendo la secuela directa de Shinovi Versus. Manteniendo el mismo plantel de personajes que su antecesora, pero con la inclusión de 5 personajes nuevos (Renka, Hanabi, Kafuru, Ryoki y Sayuri/Jasmine), 3 personajes que en entregas pasadas no se podían jugar como Ayame, Kagura y Naraku y 4 personajes invitadas de otras series, elevando el plantel de personajes hasta 34.
Estival Versus se convierte en el primer título de la serie principal en incluir personajes invitados a través de DLC, como Ayane de la serie Dead or Alive/Ninja Gaiden, siendo el primer personaje DLC invitado, desafortunadamente, Ayane fue retirada de la lista de contenido descargable el 17 de marzo de 2021 por cuestiones sobre derechos de autor.
Además de Ayane, tres personajes de Ikki Tousen, (Hakufu Sonsaku, Uncho Kan'u y Housen Ryofu) también aparecen como personajes invitados. Sin embargo, por cuestiones de licencia, fueron retrasadas para la versión occidental de Estival Versus, pero finalmente fueron incluidas en marzo de 2017, utilizando sus nombres en chino, por ejemplo: Hakufu (Sun Ce), Ryofu (Lu Bu) y Kan'u (Guan Yu).

### Senran Kagura: Peach Beach Splash
Senran Kagura: Peach Beach Splash es un juego de disparos en tercera persona con pistolas de agua, publicado para PlayStation 4 y Microsoft Windows. Cuenta con más de 30 chicas que compiten por equipos. Peach Beach Splash se lanzó en Japón el 16 de marzo de 2017. El juego se lanzó en Norteamérica el 26 de septiembre de 2017 y en Europa el 22 de septiembre de 2017 para PlayStation 4, y luego de forma mundial el 7 de marzo de 2018 para PC.

#### Contenido descargable
Senran Kagura: Peach Beach Splash, permite ampliar el plantel de personajes con contenido descargable de pago (DLC), Siendo la primera Bashō, la única chica (DLC) proveniente de la serie Senran Kagura, mientras que las demás chicas provienen de direfentes series de videojuegos o Manga/Anime como Ayane, Honoka y Marie Rose (Dead or Alive), Super Sonico (Como parte de la colaboración con Nitroplus por el videojuego "Nitroplus Blasterz: Heroines Infinite Duel"), Kan'u, Hakufu, Ryofu y Ryoumou (Ikkitousen), Neptune (Hyperdimension Neptunia de Idea Factory), Rinka y Ranka Kagurazaka (Valkyrie Drive).

## Argumento
La saga gira alrededor de la Academia Hanzō, una institución de educación secundaria en la que se entrena secretamente a un selecto grupo de chicas en el arte del ninjitsu. Las tramas principales se centran en cinco aprendices de ninja: Asuka, Ikaruga, Katsuragi, Yagyuu y Hibari, y cómo completan misiones y luchan contra ninjas rivales.

## Personajes

### Academia Hanzō
Los personajes principales del primer juego y el anime. La Academia Hanzō (国立半蔵学院 Kokuritsu Hanzō Gakuin) fue originalmente creada por el Gobierno Japonés con el fin de contrarrestar otros ninja contratados por corporaciones y políticos para promover sus ambiciones. También conocida como la "Facción de Luz", donde solo lo bueno es aceptado; esto significa que solo los individuos con un historial limpio, es decir que no ha matado a nadie, puede entrar.
Asuka (飛鳥)
Seiyū: Hitomi Harada
La protagonista, de segundo año, quien apenas pasó el examen de promoción. Ella quiere seguir los pasos de su abuelo y convertirse en una gran ninja. Ella es una persona alegre, aunque ella es inocente a veces y tiene miedo a las ranas que es (desgraciadamente) también el animal convocado de su familia. Su arma elegida es el Ninjatō heredado de su abuelo, y el elemento más usado de sus ataques están basados en Tierra.
Ikaruga (斑鳩)
Seiyū: Asami Imai
De tercer año, ella es madura y solidaria y toma su deber como ninja muy seriamente. Sin embargo, ella algunas veces pierde su compostura y actúa más naturalmente. Ella es hija adoptiva de una familia ninja adinerada, sin embargo ella fue elegida para ser la siguiente cabeza de la familia sobre su hermano, que es un fracaso como ninja. Su invocación animal es el Fénix Chino. Su arma elegida es la Katana, Hien quien se ha transmitido a ella como su padre adoptivo (Seiyū: Jin Yamanoi), y el elemento de sus ataques usados más a menudo es Fuego.
Katsuragi (葛城)
Seiyū: Yū Kobayashi
De tercer año, ella es la miembro pervertida del grupo, que ama acariciar los pechos de otras personas pero parece especialmente acariciar los de Asuka. Su invocación animal es el dragón y Su arma elegida es un par de rodilleras chapadas en oro, a través del cual puede canalizar el poder de Viento. Ella pelea para probarse a sí misma el hecho de ser la más fuerte y restablecer el honor perdido de su familia, que se perdió cuando ellos fallaron una misión y tuvieron que elegir entre suicidarse o huir sin su hija. En Shinovi Versus es revelado que sus padres fueron asignados a asesinar a Kurokage pero fueron incapaces de decidirse a hacerlo y eligieron abandonar a Katsuragi y vivir una vida en la carrera.
Yagyū (柳生)
Seiyū: Kaori Mizuhashi
De primer año, ella es una ninja prodigio. Ella cuida mucho de Hibari, a quien ella apoya al máximo, aunque esto se debe a su parecido con su difunta hermana, es por ello que se propone a protegerla, sin importar que. Ella carga un parche en el ojo derecho y lleva un paraguas (armado con varias armas escondidas) en todo momento. Su invocación animal es el calamar gigante y correspondientemente sus ataques suelen incorporar elementos de Agua o Hielo. Ella solía tener una hermana menor, que murió en un accidente de autos años atrás, y su hermana fallecida se parece a Hibari, lo cual es lo que inicialmente le atrajo de ella. En Shinovi Versus, Yagyū le dice a Shiki que ella carga su parche por ninguna otra razón que en honor a la memoria de su hermana difunta, pero en los vídeos de gameplay de Estival Versus, el ataque desesperado de Yagyū revela lo que parece ser zarcillos de energía debajo del parche en su ojo.
Hibari (雲雀)
Seiyū: Yuka Iguchi
De primer año del grupo, ella es muy infantil y torpe y ama lo lindo y las cosas dulces. Ella también es muy cercana a Yagyuu,  quien ella dice amar, pero su tipo de afección no es clara. Su invocación animal es un gran conejo rosa y su afinidad elemental es típicamente el Relámpago. A pesar de que Hibari es inicialmente mostrada como la única persona sin un pasado triste, doloroso, oscuro o ensangrentado, ella revela en Shinovi Versus que ella no quería ser una shinobi en absoluto pero fue inculpada cuando la habilidad sanguínea de su familia, Kagan, manifestada como las flores rosadas que vemos en sus ojos, de ahí su aspecto de siempre estar un paso atrás de sus compañeras de clases y otros personajes.
Kiriya-sensei (霧夜)
Seiyū: Keiji Fujiwara
El maestro de las chicas. Él tiene el hábito de aparecer en una nube de humo. El entreno a Rin cuando ella era un miembro de la Facción de Luz.
Daidoji-senpai (大道寺 Daidōji)
Seiyū: Yu Asakawa
Una ninja quien tiene dos años menos que Rin. Ella prometió que no se graduaría hasta que derrotara a su anterior senpai. Ella siempre es seguida por un gato negro, y su invocación animal es el Tigre. A pesar de su apariencia en batalla siempre usando un uniforme escolar masculino y cabello negro deportivo, su color natural de cabello es rubio y se viste de manera conservadora.
Hanzō (半蔵)
Seiyū: Kanehira Yamamoto
El abuelo de Asuka y fundador de la academia, quien una vez fue un gran ninja. El se retiró y ahora tiene su propio restaurante de sushi. El siempre le lleva a Asuka rollos de sushi de gran tamaño para el almuerzo el cual ella disfruta con las otras chicas. A veces sus palabras suenan un poco pervertidas como su cara poniéndose roja por mencionarse asimismo que no hay nada mejor que ver a una linda chica comiendo rollos de sushi.

### Escuadrón Carmesí Homura
Las rivales principales durante Skirting Shadows y los personajes principales de Crimson Girls. Como en Senran Kagura Shinovi Versus, ellas se han desprendido de la Academia de Chicas Clandestina Hebijo y formaron su propia unidad, el Escuadrón Carmesí Homura (焔紅蓮隊: Homura Guren-tai).
Homura (焔)
Seiyū: Eri Kitamura
Una estudiante de segundo año, la líder del Escuadrón Carmesí Homura, y la protagonista principal en Senran Kagura Burst. Ella pelea con tres katanas en cada mano, blandidas como las garras de Wolverine, y aparecería usar elementos de Fuego en sus ataques. Es revelado en el episodios nueve que se suponía que debía inscribirse en la Academia Hanzō, pero ella mató a alguien, y la Academia Hanzō solo acepta a aquellos quienes tengan un historial limpio. La persona que ella mató es luego revelado que era un ninja malvado quien la atacó cuando ella era aún una estudiante de escuela media. A pesar de haberlo hecho en defensa propia, ella fue desterrada por su familia de todos modos.
Yomi (詠)
Seiyū: Ai Kayano
Hikage (日影)
Seiyū: Ryōko Shiraishi
Mirai (未来)
Seiyū: Saori Gotō
Haruka (春花)
Seiyū: Megumi Toyoguchi
Rin
Seiyū: Suzuko Mimori

### Academia de Chicas Clandestina Hebijo
Miyabi (雅緋)
Seiyū: Hiromi Hirata
Imu (忌夢)
Seiyū: Chiwa Saitō
Murasaki (紫)
Seiyū: Sayuri Yahagi
Ryōbi (両備 Ryoubi)
Seiyū: Yōko Hikasa
Ryōna (両奈 Ryouna)
Seiyū: MAKO

## Otros Medios

### Manga
Hay actualmente cinco series de manga basados en la franquicia. La adaptación principal, escrita por Kenichirō Takaki e ilustrada por Amami Takatsume, comenzó a serializarse en la revista de Media Factory Monthly Comic Alive desde el 27 de agosto de 2011. Senran Kagura: Guren no Uroboros, ilustrada por Manabu Aoi, comenzó su serialización en la revista de Ichijinsha Comic Rex desde el 27 de septiembre de 2011. Senran Kagura Spark! fue publicado en Famitsu Comic Clear de Enterbrain entre el 19 de agosto de 2011 y el 17 de febrero de 2012, siguiéndole Senran Kagura: Senshi Bankō no Haruka y Senran Enji Kyonyū-gumi, ambos publicados entre el 7 de septiembre de 2012 y el 1 de febrero de 2013.

### Anime
Una adaptación a anime por Artland se emitió entre el 6 de enero de 2013 y el 24 de marzo de 2013. La serie es dirigida por Takashi Watanabe con guiones por Takao Yoshioka y diseño de los personajes por Takashi Torii. El opening es "Break Your World" por Sayaka Sasaki mientras los endings son "Fighting Dreamer" por Hitomi Harada, Asami Imai, Yū Kobayashi, Kaori Mizuhashi y Yuka Iguchi, "Yamiyo wa Otome wo Hana ni Suru" (闇夜は乙女を花にする, Las Flores de las Chicas de la Noche) por Eri Kitamura, Ai Kayano, Ryōko Shiraishi, Saori Gotō y Megumi Toyoguchi, y "Shissōron" (疾走論, Teoría del Sprint) por Hitomi Harada.

#### Lista de episodios
| Núm.     | Título                                                                                          | Fecha de emisión      |
| -------- | ----------------------------------------------------------------------------------------------- | --------------------- |
| 1        | "El Ninja que se Coloca Encima de un Rascacielos" "Matenrō ni Tatsu Shinobi" (摩天楼に立つ忍者) | 6 de enero de 2013    |
| 2        | "El Shinobi Legendario Aparece" "Densetsu no Shinobi Arawareru" (伝説の忍あらわる)              | 13 de enero de 2013   |
| 3        | "Intruso en la Luz de la Luna" "Gekka no Shinnyūsha" (月下の侵入者)                             | 20 de enero de 2013   |
| 4        | "Entrenamiento en la Orilla - Isla Shinobi" "Rinkai Shugyō Shinobitō" (臨海修行・忍島)          | 27 de enero de 2013   |
| 5        | "¡Ataque Furtivo! ¡Academia Hanzō! "Kishū! Hanzō Gakuin!" (奇襲!半蔵学院)                       | 3 de febrero de 2013  |
| 6        | "Enclavando Barreras Shinobi Kekkai" "Rendō Shinobi Kekkai" (連動忍結界)                        | 10 de febrero de 2013 |
| 7        | "Hiking de Terror" "Kyōfu no Haikingu" (恐怖のハイキング)                                       | 17 de febrero de 2013 |
| 8        | "Un Retrospectivo Salón de Clases Shinobi" "Tsuioku no Shinboi Kyōshitsu" (追憶の忍教室)        | 24 de febrero de 2013 |
| 9        | "Academia de Chicas Clandestina Hebijo" "Hiritsu Hebi Joshigakuen" (秘立蛇女子学園)             | 3 de marzo de 2013    |
| 10       | "Yin y Yang" "In to Yo" (陰と陽)                                                                | 10 de marzo de 2013   |
| 11       | "Enfrentamiento en el Castillo" "Kessen Tenshukaku" (決戦天守閣)                                | 17 de marzo de 2013   |
| 12       | "Arte Ninja Super Secreto" "Chō Hiden Ninpo" (超秘伝忍法)                                       | 24 de marzo de 2013   |
| 13 (OVA) | "Senran Kagura: Estival Versus – Festival Eve Full of Swimsuits"                                | 26 de marzo de 2015   |

#### Episodios Bonus
Los siguientes episodios fueron publicados con cada uno de los volúmenes Blu ray/DVD.
| Núm. | Título | Fecha de emisión     |
| ---- | --- | -------------------- |
| 1    | "Medidas del Cuerpo Palpitantes" "Dokidoki Karada Sokutei" (どきどき身体測定)                               | 27 de marzo de 2013  |
| 2    | "¡Protege el Cuerpo Desnudo de Hibari!" "Hibari no Hadaka o Kakusu no da!" (雲雀の裸を隠すのだ！)           | 24 de abril de 2013  |
| 3    | "¡Quiero Poner mi Cara en tus Pechos!" "Sono Mune ni Kao o Umetai!" (その胸に顔を埋めたい！)                | 29 de mayo de 2013   |
| 4    | "Ejercicio Estilo Ikaruga" "Ikaruga-shiki Ekusasaizu" (斑鳩式エクササイズ)                                  | 26 de junio de 2013  |
| 5    | "¡Prohibido! ¡El Miedo Sellado!" "Kindan! Akazunoma no Kyōfu!" (禁断！開かずの間の恐怖！)                   | 24 de julio de 2013  |
| 6    | "¡Un Enfrentamiento Rival Sin Humanidad o Justicia!" "Jingi Naki Raibaru Taiketsu!" (仁義なきライバル対決!) | 28 de agosto de 2013 |

### Videojuegos
Yumi personaje de Senran Kagura Estival: Versus apareció como personaje invitado en BlazBlue Cross Tag Battle en la actualización 2.0